# Il conformista

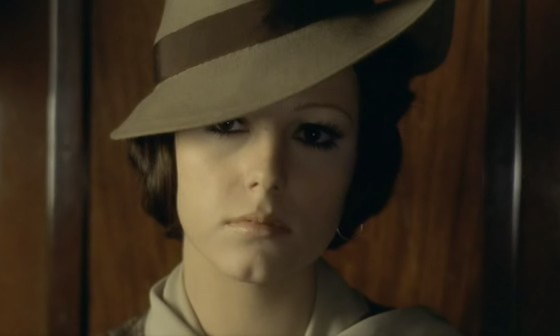

Il conformista (Nederlands: De conformist) is een Italiaans-Frans-Duitse dramafilm uit 1970 onder regie van Bernardo Bertolucci. Het scenario is gebaseerd op de gelijknamige roman uit 1951 van Alberto Moravia.
De film werd genomineerd voor de Oscar voor het beste bewerkte scenario en de Golden Globe voor beste niet-Engelstalige film. Il conformista won onder meer de David di Donatello Award voor beste film en zowel een Interfilm Award Recommendation als een Journalists Award van het Filmfestival van Berlijn 1970, waarop de film ook genomineerd was voor de Gouden Beer.

## Verhaal
Tijdens het bewind van Mussolini gaat Marcello Clerici naar Parijs om er de antifascistische leider professor Luca Quadri te vermoorden, die vroeger op de universiteit een van zijn docenten was. Clerici moet het vertrouwen van Quadri winnen, zodat die in een valstrik van de fascisten loopt.

## Rolverdeling
| Acteur                 | Personage           |
| ---------------------- | ------------------- |
| Jean-Louis Trintignant | Marcello Clerici    |
| Stefania Sandrelli     | Giulia              |
| Gastone Moschin        | Manganiello         |
| Enzo Tarascio          | Professor Quadri    |
| Fosco Giachetti        | Kolonel             |
| José Quaglio           | Italo               |
| Dominique Sanda        | Anna Quadri         |
| Pierre Clémenti        | Lino                |
| Yvonne Sanson          | Moeder van Giulia   |
| Carla Mignone          | Moeder van Marcello |
| Giuseppe Addobbati     | Vader van Marcello  |
| Christian Aligny       | Raoul               |